# Пикус (Молдова)
Пикус (рум. Picus) — село в Новоаненском районе Молдавии. Наряду с селом Окюл-Рош входит в состав коммуны Окюл-Рош.

## География
Село расположено на высоте 84 метров над уровнем моря.

## Население
По данным переписи населения 2004 года, в селе Пикус проживает 101 человек (44 мужчины, 57 женщин).
Этнический состав села:
| Национальность | Число жителей | Процентный состав |
| -------------- | ------------- | ----------------- |
| украинцы       | 47            | 46.53             |
| болгары        | 24            | 23.76             |
| молдаване      | 21            | 20.79             |
| русские        | 8             | 7.92              |
| прочие         | 1             | 0.99              |
| Всего          | 101           | 100%              |